# خارق للطبيعة (مسلسل)
خارق للطبيعة (بالإنجليزية: Supernatural) هو مسلسل شعوذة أُنتِجَ في الولايات المتحدة. بدأ عرضه سنة 2005 على السي دبليو. بلغ عدد مواسمه ١٤ موسمًا حتى أبريل وتم التجديد للموسم الخامس عشر لاكتمال احداث المسلسل ونهايته حيث بدأت الحلقة الأولى من الموسم الخامس عشر في العاشر من أكتوبر 2019 ، تدور أحداثه حول أخوين يطاردان كل ما هو خارق للطبيعة من أشباح وأرواح ومصاصي دماء وشياطين وسحرة. المسلسل من ابتكار ايريك كريبكي، تم بثه لأول مرة بتاريخ 13 سبتمبر 2005 وقال المخرج أن المسلسل سيكون طويلا من حيث عدد المواسم وقد يكون أول مسلسل من حيث عدد مواسمه.

## بطولة
- جاريد بادالكي
- جنسن آكلز
- ميشا كولينز
- مارك شيبارد

## القصة

### الموسم الأول
بعد وفاة والدة سام ودين في حريق مثير للشبهة، بدأ والدهما جون برحلة للبحث عن الكائن الذي قتل زوجته، وأثناء ذلك، علم ابنيه كيفية قتل الكائنات الخارقة للطبيعة. وبعد مرور سنوات عديدة، فُقد جون، فانطلق سام ودين في رحلة للبحث عنه وأنقذا فيها حياة العديد من الأبرياء، وفي الأخير وجد الأخوان أباهما الذي اخبرهما ان شيطان يدعى أزازيل (ذي العينين الصفراوين) هو الذي قتل والدتهما والشيء الوحيد الذي يستطيع قتله هو مسدس الكولت.

### الموسم الثاني
يبدأ الموسم الثاني بوفاة جون الذي قايض حياته بحياة دين، وينزل الستار عن خطة إيزازيل (ذي العينين الصفراوين) الذي جمع أناس يمتلكون قدرات خارقة كسام وجعلهم يتقاتلون مما أدي لوفات سام، فأبرم دين صفقة مع شيطانة (عاقدة الصفقات) تتمثل في عودة سام إلى الحياة مقابل روح دين. فتح أزازيل بوابة إلى الجحيم فر منها مئات الشياطين، وبعد ذلك يقتله دين باستعمال مسدس الكولت.

### الموسم الثالث
يسلط الموسم الثالث الضوء على محاولة خروج دين من صفقته فيلتقي الأخوان شيطانة تدعى روبي تدعي أنها «خيرة» وتحاول مساعدتهما في انقاذ دين والقضاء على ليليث، الشيطانة التي تحمل عقده، لكن كل المحاولات تنتهي بالفشل ويذهب دين إلى الجحيم.

### الموسم الرابع
يبدا الموسم الرابع بخروج دين من الجحيم بمساعدة ملاك اسمه كاستييل، ويحاول الأخوان منع ليليث من فتح 66 ختما تتسبب بخروج لوسفير من الجحيم، لكنهما يفشلان ويصبح لوسفير حرا ولديه نوايا شريرة ضد الاخوين.

### الموسم الخامس
تدور أحداث الموسم الخامس عن الاخوين سام ودين وكون كل واحد منهما وعاء لمن سيتسببون بنهاية العالم لوسفير ومايكل، فيحاول الجميع اقناعهم بقبول كونهم اوعيه وتنتهي بالرفض ووقوفهم ضد الكائنات الساميه والشيطانيه حتى ينتهي الموسم بدخول لوسفير ومايكل الجحيم برفقة سام.

### الموسم السادس
يبدأ الموسم السادس بعودة سام من الجحيم لكن بدون روحه مما يجعله عديم الاحاسيس والمشاعر، وتقع حرب اهليه في الجنة بين كاستييل ورافئيل، يعيد فارس الموت روح سام له ويمتص كاستييل الأرواح الموجودة في المطهر ويقضي على رافئيل وأتباعه معلنا نفسه الإله الجديد وهنا تبدأ عهد جديد.

### الموسم السابع
أما في الموسم السابع، وبعد امتصاص كاستييل لكل الأرواح الموجودة في المطهر يكتشف أنه امتص أيضا كائنات تدعى باللافايثان.يفقد كاس الذاكرة ويجن بسبب علاجه لانهيار عقل سام يتمكن كاستييل ودين من القضاء على زعيم هذه الكائنات لكن يذهب دين هو وكاستيل إلى المطهر كنتيجة

### الموسم الثامن
يعود دين من المطهر بمساعده مصاص الدماء (بيني) و يعود كاستييل أيضا من قبل الملاك ناعومي ويحاول كل من الاخوان اغلاق أبواب الجحيم بمساعدة كيفين ويتبرع سام باجتياز الاختبارات الثلاث لإغلاق الابواب .الاختبار الأول يجب على سام أن يقتل كلب جحيم والاختبار الثاني يجب أن يخرج روح بريئه من الجحيم ونقلها إلى الجنه والثالث مساعده شيطان .يكمل سام اثنين من الاختبارات لكن تنتهي الفكرة بالرفض من قبل دين كون أن من يكمل الاختبارات الثلاث سوف يموت .ثم يفقد كاستييل نعمته بسبب ملاك اسمه ميتاترون، الذي ينزل ملايين الملائكة من الجنة.

### الموسم التاسع
بدأ عرض الموسم التاسع في 8 أكتوبر 2013 وانتهى في 20 مايو 2014، مكوَّن من 23 حلقة تُعرض يوم الثلاثاء.
يحاول سام ودين إيجاد وسيلة لإعادة الملائكة إلى السماء. خلال الأحداث، يقوم الملاك "جادريل" بقتل كيفن تران ثم ينضم إلى "ميترون". سام ينجح في طرد جادريل، لكن ذلك يؤدي إلى توتر بينه وبين دين. في هذه الأثناء، يبدأ كاستييل في ملاحقة ميترون معتقداً أنه المفتاح لحل الأزمة. تنقسم الملائكة بين من يتبع ميترون ومن يقاتله بقيادة كاستييل. في النهاية، يضحي جادريل بنفسه، ويتمكن كاستييل من هزيمة ميترون. ومع ذلك، ينجح ميترون في قتل دين، مما يتسبب في تحوّله إلى شيطان.

### الموسم العاشر
انطلق في 7 أكتوبر 2014 واختتم في 20 مايو 2015، ويتألف أيضًا من 23 حلقة، انتقل عرضها من الثلاثاء إلى الأربعاء منتصف الموسم.
يبدأ الموسم ودين في حالة شيطانية، يعمل مع كراولي، لكن العلاقة تتدهور بعد رفض دين لأوامره. يعثر سام على أخيه بمساعدة كراولي ويعالجه باستخدام دم بشري مقدّس. تظهر شخصية جديدة غامضة، "روينا"، التي تبيَّن لاحقاً أنها والدة كراولي.
يتركز الموسم على محاولة دين التخلص من "علامة قابيل"، ويكتشفون أملاً جديدًا عندما تعثر تشارلي على "كتاب الملعونين".

### الموسم الحادي عشر
يتناول هذا الموسم ظهور "الظلام" أو "أمارة"، وهي قوة بدائية تهدد العالم. لا يستطيع سام ودين التصدي لها، وتصر أمارة على أن الله يجب أن يظهر ليشاهد دمار خلقه. يعود "تشاك" ويتضح أنه هو الله. تتصالح أمارة مع تشاك وتغادر الأرض، لكنها قبل رحيلها تهب دين أعز ما يتمنى: لقاء والدته الراحلة.

### الموسم الثاني عشر
عرض من 13 أكتوبر 2016 حتى 18 مايو 2017، بـ 23 حلقة، بقيادة المنتجين الجدد روبرت سينغر وأندرو داب.
يتجسد لوسيفر في جسد رئيس الولايات المتحدة، ويُخصب مساعدته كيلي كلين، التي تلد "النيفيليم" جاك. يضحي كراولي بنفسه لمحاولة قتل لوسيفر، ويموت أيضًا كاستييل، فيما يُسحب ماري (والدة سام ودين) مع لوسيفر إلى بعدٍ آخر. ينتهي الموسم بصدمة سام لرؤية جاك وقد أصبح مراهقًا.

### الموسم الثالث عشر
بدأ في 12 أكتوبر 2017 وانتهى في 17 مايو 2018، ويضم 23 حلقة.
يتولى سام ودين مسؤولية تربية جاك. بينما يسعى سام لمنحه فرصة، يظل دين قلقًا من نسبه الشيطاني. ينضم جاك إلى ماري ويقاتل الملائكة. في النهاية، يقتل دين لوسيفر، لكن يُمسك مايكل بجسد دين ويستولي عليه.

### الموسم الرابع عشر
عرض بين 11 أكتوبر 2018 و25 أبريل 2019، ويتكوَّن من 20 حلقة.
يبدأ مايكل بتعديل الوحوش وجعلها منيعة ضد نقاط ضعفها المعتادة. يحاول الأبطال الأربعة القضاء عليه، لكنه يستعيد السيطرة على جسد دين ويطلق وحوشه في المدينة. يعود اله ويطلب من الأخوين قتل جاك باستخدام سلاح خاص، لكنهما يرفضان، فيغضب ويقتل جاك ويطلق أرواح الجحيم على الأرض.

### الموسم الخامس عشر (الأخير)
بدأ في 10 أكتوبر 2019، واختتم في 19 نوفمبر 2020 بعد تأجيلات بسبب جائحة كورونا، وضم 20 حلقة.
يخوض سام ودين وكاستييل معركتهم الأخيرة ضد اله، الذي تبيّن أنه كان يوجّه حياتهم طوال الوقت، متلاعبًا بمصيرهم ومصير أحبّائهم. وعندما قرروا التمرد عليه، بدأ اله في تسريع نهاية العالم.

## الممثلون والشخصيات
| الممثل         | الشخصية التي لعبها |
| -------------- | ------------------ |
| جاريد بادلكي   | سام وينشستر        |
| جنسن آكلز      | دين وينشستر        |
| ميشا كولنز     | الملاك كاستيل      |
| جيم بيفير      | بوبي سينغر         |
| مارك شيبارد    | الشيطان كراولي     |
| الكسندر كالفرت | جاك ابن لوسيفر     |

## وصلات خارجية
- سوبرنتشرل على موقع IMDb (الإنجليزية)
- سوبرنتشرل على موقع ميتاكريتيك (الإنجليزية)
- سوبرنتشرل على موقع روتن توميتوز (الإنجليزية)
- سوبرنتشرل على موقع نتفليكس (الإنجليزية)
- سوبرنتشرل على موقع أول موفي (الإنجليزية)
- سوبرنتشرل على موقع فيلمافينيتي (الإسبانية)
- سوبرنتشرل على موقع كينوبويسك (الروسية)
- سوبرنتشرل على موقع ألو سيني (الفرنسية)
- سوبرنتشرل على موقع قاعدة بيانات الفيلم (الإنجليزية)

- الموقع الإلكتروني